# Copa do Mundo de Futebol Feminino de 2023 – Grupo F
O Grupo F da Copa do Mundo Feminina da FIFA 2023, a vigésima edição do torneio de futebol organizado pela Federação Internacional de Futebol (FIFA). É um dos oito grupos que formam a rodada de abertura do torneio, com partidas disputadas de 23 de julho a 2 de agosto de 2023. O grupo é formado por França, Jamaica, Brasil e Panamá . As duas primeiras equipes avançam para as oitavas de final .
Antes do torneio, o governo brasileiro anunciou que mudaria o horário de trabalho do funcionalismo público nos dias de jogos do Brasil na Copa do Mundo, com o dia útil começando duas horas após o término programado dos jogos - devido ao fuso horário, as partidas do Brasil na fase de grupos estão marcadas para começar nos horários de trânsito.

## Equipes
| Inscrição | Equipe  | Pot | Confederação | Método de qualificação                                | Data de qualificação    | Aparições em Copas | Última participação | Melhor resultado        | Ranking da FIFA | Ranking da FIFA |
| Inscrição | Equipe  | Pot | Confederação | Método de qualificação                                | Data de qualificação    | Aparições em Copas | Última participação | Melhor resultado        | Outubro de 2022 | junho de 2023   |
| --------- | ------- | --- | ------------ | ----------------------------------------------------- | ----------------------- | ------------------ | ------------------- | ----------------------- | --------------- | --------------- |
| F1        | França  | 1   | UEFA         | Vencedores do Grupo I da UEFA                         | 12 de abril de 2022     | 5 ª                | 2019                | Quarto lugar ( 2011 )   | 5               | 5               |
| F2        | Jamaica | 3   | CONCACAF     | 2022 CONCACAF W Championship terceiro lugar           | 11 de julho de 2022     | 2º                 | 2019                | Fase de grupos ( 2019 ) | 43              | 43              |
| F3        | Brasil  | 2   | CONMEBOL     | Campeãs da Copa América Feminina de 2022              | 26 de julho de 2022     | 9º                 | 2019                | Vice-Campeão ( 2007 )   | 9               | 8               |
| F4        | Panamá  | 4   | CONCACAF     | Vencedores do Grupo C do play-off entre confederações | 23 de fevereiro de 2023 | 1º                 | —                   | Estréia                 | 57              | 52              |

Notas

## Classificação
| Pos | Equipe  | Pts | J | V | E | D | GP | GC | SG | Classificado |
| --- | ------- | --- | - | - | - | - | -- | -- | -- | ------------ |
| 1   | França  | 7   | 3 | 2 | 1 | 0 | 8  | 4  | +4 | Fase final   |
| 2   | Jamaica | 5   | 3 | 1 | 2 | 0 | 1  | 0  | +1 | Fase final   |
| 3   | Brasil  | 4   | 3 | 1 | 1 | 1 | 5  | 2  | +3 | Eliminada    |
| 4   | Panamá  | 0   | 3 | 0 | 0 | 3 | 3  | 11 | −8 | Eliminada    |

| 23 de julho    | França | 0 – 0     | Jamaica | Sydney Football Stadium, Sydney             |
| 20:00 (UTC+10) |        | Relatório |         | Público: 39 045 Árbitro: CHI María Carvajal |

| 24 de julho      | Brasil                                       | 4 – 0     | Panamá | Hindmarsh Stadium, Adelaide                |
| 20:30 (UTC+9:30) | Ary Borges 19', 39', 70' · Bia Zaneratto 48' | Relatório |        | Público: 13 142 Árbitro: WAL Cheryl Foster |

| 29 de julho    | França                     | 2 – 1     | Brasil      | Lang Park, Brisbane                        |
| 20:00 (UTC+10) | Le Sommer 17' · Renard 83' | Relatório | Debinha 58' | Público: 49 378 Árbitro: AUS Kate Jacewicz |

| 29 de julho   | Panamá | 0 – 1     | Jamaica      | Perth Rectangular Stadium, Perth             |
| 20:00 (UTC+8) |        | Relatório | A. Swaby 56' | Público: 15 987 Árbitro: UKR Kateryna Monzul |

| 2 de agosto    | Panamá                                     | 3 – 6     | França                                                                          | Sydney Football Stadium, Sydney              |
| 20:00 (UTC+10) | Cox 2' · Pinzón 64' (pen.) · L. Cedeño 87' | Relatório | Lakrar 21' · Diani 28', 37' (pen.), 52' (pen.) · Le Garrec 45+5' · Bècho 90+10' | Público: 40 498 Árbitro: ARG Laura Fortunato |

| 2 de agosto    | Jamaica | 0 – 0     | Brasil | Melbourne Rectangular Stadium, Melbourne    |
| 20:00 (UTC+10) |         | Relatório |        | Público: 27 638 Árbitro: SUI Esther Staubli |

## Disciplina
Os pontos de fair play serão usados como desempate no grupo se os registros gerais e de confronto direto das equipes estiverem empatados. Estes são calculados com base nos cartões amarelos e vermelhos recebidos em todos os jogos do grupo da seguinte forma: 
- primeiro cartão amarelo: menos 1 ponto;
- cartão vermelho indireto (segundo cartão amarelo): menos 3 pontos;
- cartão vermelho direto: menos 4 pontos;
- cartão amarelo e cartão vermelho direto: menos 5 pontos;

Apenas uma das deduções acima será aplicada a um jogador em uma única partida.
| Equipe  | Correspondência 1             | Correspondência 1                                                     | Correspondência 1 | Correspondência 1                           | Correspondência 2             | Correspondência 2                                                     | Correspondência 2 | Correspondência 2                           | Correspondência 3             | Correspondência 3                                                     | Correspondência 3 | Correspondência 3                           | Pontos |
| Equipe  | Penalizado com cartão amarelo | Penalizado · Penalizado · Expulso · Penalizado · Penalizado · Expulso | Expulso           | Penalizado · Expulso · Penalizado · Expulso | Penalizado com cartão amarelo | Penalizado · Penalizado · Expulso · Penalizado · Penalizado · Expulso | Expulso           | Penalizado · Expulso · Penalizado · Expulso | Penalizado com cartão amarelo | Penalizado · Penalizado · Expulso · Penalizado · Penalizado · Expulso | Expulso           | Penalizado · Expulso · Penalizado · Expulso | Pontos |
| ------- | ----------------------------- | --------------------------------------------------------------------- | ----------------- | ------------------------------------------- | ----------------------------- | --------------------------------------------------------------------- | ----------------- | ------------------------------------------- | ----------------------------- | --------------------------------------------------------------------- | ----------------- | ------------------------------------------- | ------ |
| Brasil  |                               |                                                                       |                   |                                             | 1                             |                                                                       |                   |                                             |                               |                                                                       |                   |                                             | −1     |
| Panamá  |                               |                                                                       |                   |                                             | 2                             |                                                                       |                   |                                             | 1                             |                                                                       |                   |                                             | −3     |
| França  | 1                             |                                                                       |                   |                                             | 3                             |                                                                       |                   |                                             |                               |                                                                       |                   |                                             | −4     |
| Jamaica | 1                             | 1                                                                     |                   |                                             | 1                             |                                                                       |                   |                                             | 1                             |                                                                       |                   |                                             | −6     |